# حسين حليم
حسين حليم (ولد في 5 آذار / مارس 1969) هو عداء مسافات طويلة مالديفي تنافس في ماراثون الرجال في دورة الألعاب الأولمبية الصيفية عام 1988 ودورة الألعاب الأولمبية الصيفية 1992.

## روابط خارجية
- حسين حليم على موقع الاتحاد الدولي لألعاب القوى (الإنجليزية)
- حسين حليم على موقع أوليمبيديا (الإنجليزية)